# Réacteur VVER
Le « réacteur de puissance à caloporteur et modérateur eau », abrégé réacteur VVER (du russe Vodo-Vodianoï Energuetitcheski Reaktor, ou Водо-Водяной Энергетический Реактор), ou encore WWER (Water-cooled Water-moderated Energy Reactor), est un réacteur nucléaire à eau pressurisée de conception soviétique, puis russe pour les modèles conçus après 1991.

## Historique
Les filières des réacteurs soviétiques VVER et RBMK ont été déployées en parallèle. Cependant, depuis la catastrophe nucléaire de Tchernobyl impliquant un réacteur RBMK, cette dernière filière est progressivement abandonnée.
Avant l'éclatement de l'URSS, tous les modèles de réacteurs VVER étaient développés par l'entreprise d'État OKB Gidropress. Depuis la dislocation de l'URSS, le ministère de l'énergie atomique russe MINATOM et l'industrie nucléaire soviétique sont restructurés et transférés dans le ministère domestique de l'Électricité. En 2004 ce ministère devient l'Agence fédérale de l'énergie atomique, puis en 2007 une entreprise publique Russe : Rosatom,. Depuis 2007, les réacteurs VVER sont développés par les différentes filiales d'Atomenergoprom (holding de Rosatom),: 
- le design général des nouveaux réacteurs par Gidropress ;
- le design détaillé et l'ingénierie par ASE, regroupant elle même plusieurs cabinets russes : JSC Atomenergoproekt Moscou et Novgorod, JSC Atomproekt de Saint-Pétersbourg, etc. ;
- et construits par Atomenergomash en Russie, ou Atomstroyexport à l'étranger.

À la différence des programmes nucléaires des pays occidentaux marqués par des périodes de grande activité et d'arrêt, le développement et la construction de réacteurs VVER est continu depuis les années 1950. Les années 1990 ont néanmoins été marquées par un faible nombre de nouveaux projets, et la suspension voire l'annulation de plusieurs chantiers, secondairement à la chute de l'URSS et à une faible demande mondiale de nouveaux réacteurs.

## Modèles de réacteurs
Bien que de nombreux modèles de réacteurs VVER aient été développés, quatre versions « génériques » se succèdent et sont nommées selon leur puissance électrique brute unitaire: 
- VVER-440 de 440 MWe ;
- VVER-1000 de 1 000 MWe ;
- VVER-1200 de 1 200 MWe ;
- VVER-TOI de 1 250 MWe.

Chacune de ces versions génériques a été déclinée en plusieurs modèles (de puissance équivalente) afin d'améliorer le niveau de sûreté du réacteur, et pour s'adapter aux exigences du lieu et du pays de construction. Ainsi, par exemple, le réacteur no 1 de la centrale de Kalinine en Russie est un réacteur de modèle « VVER-1000/V338 », c'est-à-dire un VVER-1000 de version V338 ; et le réacteur no 3 de cette même centrale est un modèle « VVER-1000/V320 », soit un VVER-1000 de version V320.
Selon la classification internationale des générations de réacteur nucléaire, les différents modèles de VVER appartiennent à plusieurs générations :
| Modèle générique | Version | État      | Génération de réacteur |
| ---------------- | ------- | --------- | ---------------------- |
| VVER-70          |         | Prototype | I                      |
| VVER-210         | V1      | Prototype | I                      |
| VVER-365         | V3M     | Prototype | I                      |
| VVER-440         | V179    | Prototype | I                      |
| VVER-440         | V230    | Série     | I                      |
| VVER-440         | V270    | Série     | I                      |
| VVER-440         | V213    | Série     | II                     |
| VVER-1000        | V187    | Prototype | II                     |
| VVER-1000        | V302    | Prototype | II                     |
| VVER-1000        | V338    | Prototype | II                     |
| VVER-1000        | V320    | Série     | II                     |
| VVER-1000        | V392B   | Série     | III                    |
| VVER-1000        | V412    | Série     | III                    |
| VVER-1000        | V428    | Série     | III                    |
| VVER-1000        | V446    | Série     | III                    |
| VVER-1000        | V528    | Série     | III                    |
| VVER-1200        | V392M   | Prototype | III+                   |
| VVER-1200        | V491    | Série     | III+                   |
| VVER-1200        | V509    | Série     | III+                   |
| VVER-1200        | V523    | Série     | III+                   |
| VVER-1200        | V527    | Série     | III+                   |
| VVER-1200        | V529    | Série     | III+                   |
| VVER-TOI         | V510    |           | III+                   |

Les prototypes d'un nouveau modèle de réacteur VVER sont construits à la centrale nucléaire de Novovoronej en Russie,,:
- le VVER-210 de faible puissance et le VVER-365 de puissance intermédiaire, prototypes des VVER-440 ;
- le VVER-440/V179, prototype des deux modèles de série V230 et V213 ;
- le VVER-1000/V187, premier prototype du modèle de série V320 ;
- et le VVER-1200/V392M, prototype du modèle de série V491.

Les premiers VVER-TOI sont eux construits à la centrale nucléaire de Koursk, toujours en Russie.

## Caractéristiques générales

La disposition des 163 assemblages de combustible dans un réacteur VVER-1000 par rapport à un réacteur à eau pressurisée de conception américaine Westinghouse.

Comme tous les réacteurs à eau pressurisée (REP), le VVER utilise de l'eau légère pour le refroidissement du cœur du réacteur, ainsi que pour la modération de la réaction nucléaire. Le combustible nucléaire est du dioxyde d'uranium faiblement enrichi, de l'ordre de 2,5% pour les VVER-440, 3,5% à 4,5% pour les VVER-1000 et 5% pour les VVER-1200 et VVER-TOI.

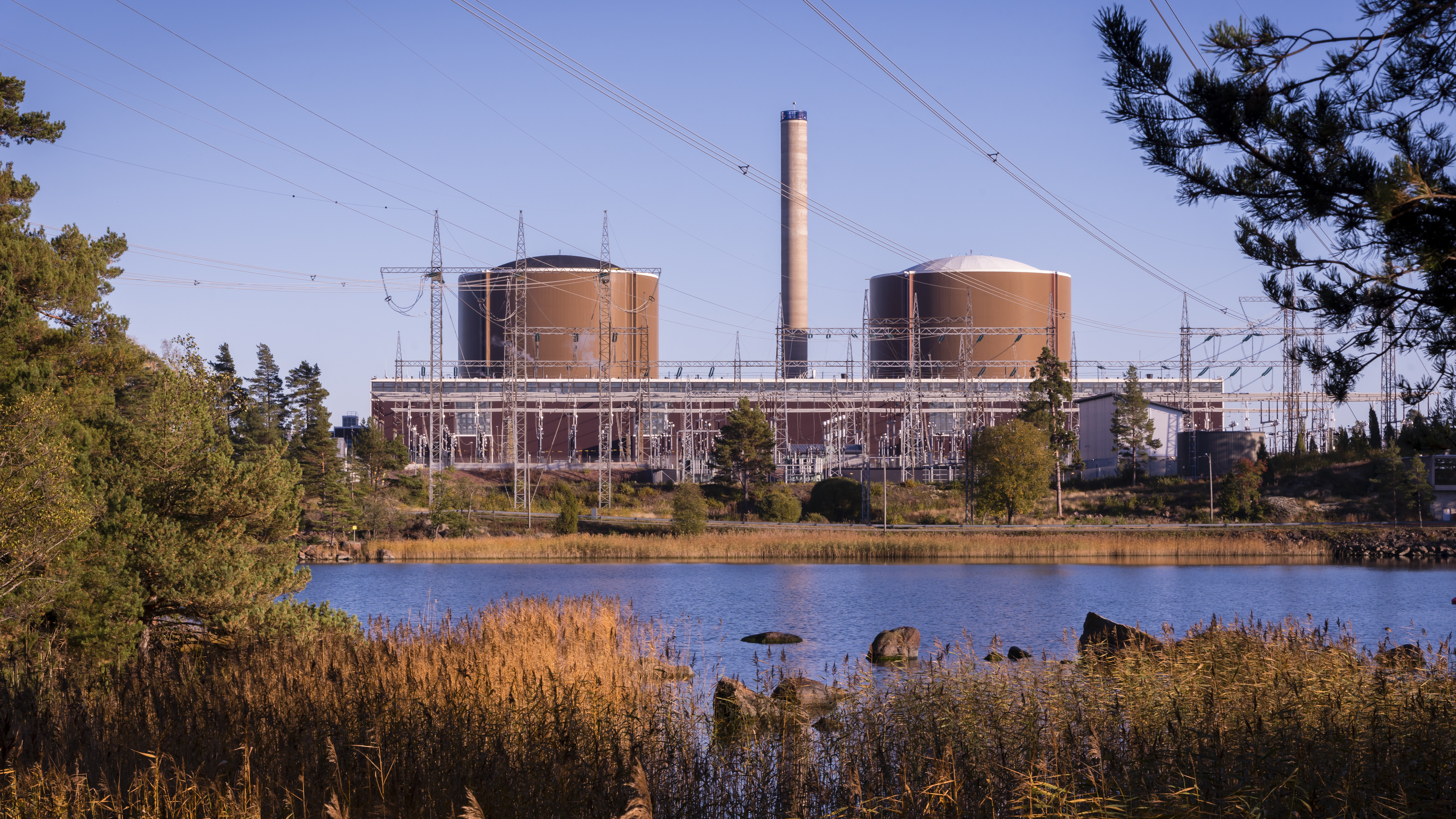
VVER-440 de la centrale nucléaire de Loviisa en Finlande. Derrière les lignes électriques se trouve la salle des machines commune aux deux réacteurs (bâtiments cylindriques)

Les VVER sont pratiquement les seuls REP à avoir été développés indépendamment des licences de REP américaines. Ils présentent de ce fait quelques caractéristiques uniques, comme : des branches chaudes et froides du circuit primaire soudés en 2 niveaux sur la cuve (et non 1 niveau), des générateurs de vapeur horizontaux (et non verticaux), et des assemblages de combustible nucléaire de forme hexagonale (et non carrée), ainsi placés dans un cœur à pas triangulaire. Toute l'instrumentation du cœur du réacteur passe au travers du couvercle de la cuve, ainsi il n'y a pas de traverse de fond de cuve (comme sur les réacteurs Konvoi allemands et sur l'EPR, et à la différence des réacteurs américains et français).
Les VVER-440 ont un circuit primaire à 6 boucles, et les VVER-1000, VVER-1200 et VVER-TOI un circuit primaire à 4 boucles.
Les gros composants forgés des réacteurs VVER (cuve, générateur de vapeur et pressuriseur) devaient pouvoir être transportés par voie ferrée depuis leur usine d'Atommash à Volgodonsk, jusqu'à leurs centrales nucléaires respectives,. La cuve du réacteur, qui est l'élément dimensionnant la puissance totale du réacteur, était ainsi limitée à une taille maximum imposée par le gabarit des trains la transportant. Ce principe a limité la puissance des premiers réacteurs VVER à 1 000 MWe. Le transport des cuves des réacteurs VVER-1200 et VVER-TOI par voie routière et/ou fluviale a permis de s'affranchir de cette contrainte, et ainsi développer des réacteurs de plus forte puissance (1 200 MWe).
| Paramètres                                                  | VVER-440          | VVER-440                        | VVER-1000                             | VVER-1000                                                | VVER-1200                                                                                           | VVER-TOI |
| ----------------------------------------------------------- | ----------------- | ------------------------------- | ------------------------------------- | -------------------------------------------------------- | --------------------------------------------------------------------------------------------------- | -------- |
| Paramètres                                                  | V230              | V213                            | V302                                  | V320                                                     | V491,                                                                                               | V510,    |
| Puissance thermique (MWt)                                   | 1 375             | 1 375                           | 3 000                                 | 3 000                                                    | 3 200                                                                                               | 3 300    |
| Puissance électrique nette (MWe)                            | 413               | 420                             | 960                                   | 960                                                      | 1 100                                                                                               | 1 200    |
| Nombre d'assemblages dans le cœur                           | 349               | 349                             | 163                                   | 163                                                      | 163                                                                                                 | 163      |
| Hauteur active (m)                                          | 2,46              | 2,46                            | 3,56                                  | 3,56                                                     | 3,75                                                                                                |          |
| Diamètre moyen (m)                                          | 2,88              | 2,88                            | 3,12                                  | 3,12                                                     | |          |
| Enrichissement (%)                                          | 2,4/3,6           | 2,4/3,6                         | 3,3/4,4                               | 3,3/4,4                                                  | 5% maximum                                                                                          |          |
| Masse uranium UO2 (t)                                       | 47,6              | 47,6                            | 79,9                                  | 79,9                                                     | |          |
| Nombre de boucles du circuit primaire                       | 6                 | 6                               | 4                                     | 4                                                        | 4                                                                                                   | 4        |
| Pression primaire (bar)                                     | 123               | 123                             | 157                                   | 157                                                      | 162                                                                                                 |          |
| Débit primaire (t/h)                                        | 39 000            | 42 000                          | 76 000                                | 80 000                                                   | 86 000                                                                                              |          |
| Température entrée cuve (°C)                                | 269               | 269                             | 289                                   | 290                                                      | 298,2                                                                                               |          |
| Température sortie cuve (°C)                                | 301               | 301                             | 320                                   | 322                                                      | 328,9                                                                                               |          |
| Diamètre intérieur cuve (mm)                                | 3 560             | 3 560                           | 4 070                                 | 4 136                                                    | 4 232                                                                                               |          |
| Hauteur cuve totale (m)                                     | 11,8              | 11,8                            | 10,9                                  | 10,9                                                     | 11,2                                                                                                |          |
| Type générateur de vapeur (GV)                              | MTB-4             | MTB-4                           | PGV-1000                              | PGV-1000                                                 | PGV-1000MKP                                                                                         |          |
| Type de Groupes motopompes primaires (GMPP)                 | GTsN 310          | GTsN 317                        | GTsN 195                              | GTsN 195                                                 | GCNA 1391                                                                                           |          |
| Pression de vapeur du circuit secondaire aux turbines (bar) | 46                | 46                              | 63                                    | 63                                                       | 68                                                                                                  |          |
| Température eau/vapeur (°C)                                 | 226/259           | 226/259                         | 220/278                               | 220/278                                                  | 227/283,8                                                                                           |          |
| Type de Groupes Turbo Alternateurs (GTA)                    | 2× K220           | 2× K220                         | 1x K1000-60                           | 1x K1000-60                                              | 1x K1200-6.8/50                                                                                     |          |
| Type de confinement                                         | Bunker + soupapes | Bunker + condenseur + barbotage | Enceinte simple en béton précontraint | Enceinte simple en béton précontraint + liner métallique | Enceinte double parois, (interne en béton précontraint, externe en béton simple) + liner métallique |          |

## Définitions (glossaire de la base de données PRIS de l'AIEA)
Les caractéristiques des réacteurs sont données dans les tableaux ci-après ; les données sont principalement issues de la base de données PRIS (Power Reactor Information System) de l’Agence international de l'énergie atomique (AIEA) qui définit ainsi les termes :
- la puissance nette correspond à la puissance électrique délivrée sur le réseau et sert d'indicateur en termes de puissance installée ;
- la puissance brute correspond à la puissance délivrée par l'alternateur (soit la puissance nette augmentée de la consommation interne de la centrale) ;
- la puissance thermique correspond, à la puissance délivrée par la chaudière nucléaire.

Le début de construction correspond à la date de coulage des fondations du bâtiment réacteur. Une tranche (nom utilisé pour un réacteur complet) est considérée comme opérationnelle après son premier couplage au réseau électrique. La mise en service commerciale est le transfert contractuel de l’installation du constructeur vers le propriétaire ; intervenant en principe après réalisation des tests réglementaires et contractuels, et après fonctionnement continu à 100 % pendant une durée définie au contrat de construction.

## VVER-210 et VVER-365 (prototypes)
Avant la longue série de réacteurs de modèle VVER-440, l'URSS construit au début des années 1960 un réacteur expérimental à la centrale de Rheinsberg en ex-RDA, puis deux prototypes de faible puissance à la centrale de Novovoronej en Russie,: 
- le VVER-70 est un réacteur expérimental. La puissance électrique électrique brute est délivrée par un groupe turbo-alternateur de 70 MWe ;

- le VVER-210/V1 est une « unité pilote » avec un circuit primaire à 6 boucles. La puissance électrique brute de 210 MWe est produite par 3 groupes turbo-alternateurs de 70 MWe ;
- le VVER-365/V3M est une « unité intermédiaire » avec un circuit primaire à 8 boucles. La puissance électrique brute de 365 MWe est produite par 5 groupes turbo-alternateurs de 70 MWe.

Ces réacteurs de première génération sont tous les trois arrêtés depuis 1990 :
| Pays   | Centrale    | Unité | Statut | Modèle       | Puissance   | Puissance   | Puissance        | Début de construction | Raccordement au réseau | Mise en service commercial | Arrêt définitif |
| Pays   | Centrale    | Unité | Statut | Modèle       | Nette [MWe] | Brute [MWe] | Thermique [MWth] | Début de construction | Raccordement au réseau | Mise en service commercial | Arrêt définitif |
| ------ | ----------- | ----- | ------ | ------------ | ----------- | ----------- | ---------------- | --------------------- | ---------------------- | -------------------------- | --------------- |
| RDA    | Rheinsberg  | 1     | Arrêté | VVER-70      | 62          | 70          | 270              | 1er janvier 1960      | 6 mai 1966             | 11 octobre 1966            | 1er juin 1990   |
| Russie | Novovoronej | 1     | Arrêté | VVER-210/V1  | 197         | 210         | 760              | 1er juillet 1957      | 30 septembre 1964      | 31 décembre 1964           | 16 février 1988 |
| Russie | Novovoronej | 2     | Arrêté | VVER-365/V3M | 336         | 365         | 1 320            | 1er juin 1964         | 27 décembre 1969       | 14 avril 1970              | 29 août 1990    |

## VVER-440

### Caractéristiques
On distingue deux modèles de réacteurs VVER-440 : le VVER-440/V230 (et son modèle dérivé le V270), réacteurs de première génération, et le modèle VVER-440/V213 de deuxième génération.
Tout comme les 34 premiers réacteurs nucléaires français de 900 MWe (des paliers CP0 et CPY), les VVER-440 se construisent par paire. Chaque réacteur partage plusieurs bâtiments en commun, dont leur salle des machines (comportant la turbine et l'alternateur). Une particularité des VVER-440 vient de leur groupe turbo-alternateur (GTA) fait de deux unités de 220 MWe jumelées, à la différence de la quasi totalité des réacteurs nucléaires mondiaux ayant un GTA unique.

#### Sûreté
Par rapport aux standards occidentaux, le niveau de sûreté des VVER-440/V230 de première génération est jugé déficient sur plusieurs points :
- une enceinte de confinement du bâtiment réacteur insuffisamment résistante à une augmentation de pression (pouvant être induite par un accident de type rupture de conduite). L'enceinte est modulaire et en béton armé (et non cylindrique en béton précontraint comme les autres REP dans le monde) ;
- le système de refroidissement de secours du cœur n'est pas dimensionné pour une rupture complète d'une tuyauterie du circuit primaire, mais uniquement pour une rupture partielle.

Le VVER-440/V213 plus moderne et de deuxième génération a bénéficié d'améliorations sur ces points. Le refroidissement de secours du cœur est dimensionné pour une rupture totale d'une boucle primaire. Les systèmes d'injection de sécurité sont triplés (seulement doublés sur les VVER-440/V230). L'enceinte de confinement est également plus étanche, et équipée d'un volumineux système de réduction de pression appelé tour de barbotage. Enfin, les mesures anti-incendie ont été nettement améliorées.
Les réacteurs VVER-440 présentent un avantage important: « les grandes masses d’eau contenues dans le circuit primaire et dans les générateurs de vapeur, ainsi que la faible puissance linéique du combustible, donnent une inertie importante à l’installation. En cas d’anomalie, les délais disponibles pour intervenir sont plus longs que pour les réacteurs à eau sous pression occidentaux ».

### Réacteurs VVER-440 dans le monde
Au total, 35 réacteurs VVER-440 ont été construits et achevés, tous dans des pays de l'ex-URSS à l'exception des deux unités finlandaises de la centrale nucléaire de Loviisa. Un dernier VVER-440 est en cours de construction à la centrale de Mochovce en Slovaquie. Depuis 2016, 12 réacteurs VVER-440 sont à l'arrêt définitif.

#### Réacteurs VVER-440/V230
Les réacteurs VVER-440/V230 de première génération, présente des défauts de sûreté important, et ne peuvent être économiquement modernisés pour un fonctionnement de longue durée,. L'Union européenne a imposé à la Slovaquie et à la Bulgarie la fermeture de leurs réacteurs VVER-440/V230 (respectivement les unités no 1 et 2 de la centrale slovaque de Bohunice, et les quatre unités de la centrale bulgare de Kozlodouy) pour permettre leur adhésion à l'UE.
Les quatre derniers réacteurs VVER-440/V230 en service sont : le réacteur no 2 de la centrale nucléaire arménienne de Metsamor (modèle V270, dérivé du V230 avec une résistance antisismique augmentée), les réacteurs no 1 et 2 de la centrale russe de Kola, et le réacteur no 4 de la centrale russe de Novovoronej (modèle V179, prototype du V230).

#### Réacteurs VVER-440/V213
18 réacteurs VVER-440/V213, de deuxième générations sont en exploitation dans les centrales de Bohunice, de Dukovany, de Kola, de Mochovce, de Loviisa, de Paks et de Rivné.
Ils ont été modernisés afin de respecter les standards de sécurité de l'Union européenne. Les deux réacteurs de la centrale nucléaire Finlandaise de Loviisa avaient été mis aux normes de sûreté occidentales dès leur conception, avec notamment l'utilisation de technologies occidentales, et une enceinte de confinement double en acier-béton armé,.
La construction des deux réacteurs Mochovce-3 et 4 en Slovaquie a été stoppé de 1992 à 2008,. Après reprise des travaux, le réacteur no 3 de la centrale de Mochovce est connecté au réseau électrique en 2024. Le réacteur no 4 (dernier VVER-440 en cours de construction dans le monde) devrait entrer en service en 2025-2026.
| Pays      | Centrale    | Unité | Statut          | Modèle        | Puissance   | Puissance   | Puissance        | Début de construction | Raccordement au réseau | Mise en service commercial | Arrêt définitif  |
| Pays      | Centrale    | Unité | Statut          | Modèle        | Nette [MWe] | Brute [MWe] | Thermique [MWth] | Début de construction | Raccordement au réseau | Mise en service commercial | Arrêt définitif  |
| --------- | ----------- | ----- | --------------- | ------------- | ----------- | ----------- | ---------------- | --------------------- | ---------------------- | -------------------------- | ---------------- |
| Arménie   | Metsamor    | 1     | Arrêté          | VVER-440/V270 | 376         | 408         | 1 375            | 1er juillet 1969      | 22 décembre 1976       | 6 octobre 1977             | 25 février 1989  |
| Arménie   | Metsamor    | 2     | Opérationnel    | VVER-440/V270 | 416         | 448         | 1 375            | 1er juillet 1975      | 5 janvier 1980         | 3 mai 1980                 |                  |
| Bulgarie  | Kozlodouy   | 1     | Arrêté          | VVER-440/V230 | 408         | 440         | 1 375            | 1er avril 1970        | 24 juillet 1974        | 28 octobre 1974            | 31 décembre 2002 |
| Bulgarie  | Kozlodouy   | 2     | Arrêté          | VVER-440/V230 | 408         | 440         | 1 375            | 1er avril 1970        | 24 août 1975           | 10 novembre 1975           | 31 décembre 2002 |
| Bulgarie  | Kozlodouy   | 3     | Arrêté          | VVER-440/V230 | 408         | 440         | 1 375            | 1er octobre 1973      | 17 décembre 1980       | 20 janvier 1981            | 31 décembre 2006 |
| Bulgarie  | Kozlodouy   | 4     | Arrêté          | VVER-440/V230 | 408         | 440         | 1 375            | 1er octobre 1973      | 17 mai 1982            | 20 juin 1982               | 31 décembre 2006 |
| Finlande  | Loviisa     | 1     | Opérationnel    | VVER-440/V213 | 507         | 531         | 1 500            | 1er mai 1971          | 8 février 1977         | 9 mai 1977                 |                  |
| Finlande  | Loviisa     | 2     | Opérationnel    | VVER-440/V213 | 507         | 531         | 1 500            | 1er août 1972         | 4 novembre 1980        | 5 janvier 1981             |                  |
| Hongrie   | Paks        | 1     | Opérationnel    | VVER-440/V213 | 479         | 509         | 1 485            | 1er août 1974         | 28 décembre 1982       | 10 août 1983               |                  |
| Hongrie   | Paks        | 2     | Opérationnel    | VVER-440/V213 | 479         | 509         | 1 485            | 1er août 1974         | 6 septembre 1984       | 14 novembre 1984           |                  |
| Hongrie   | Paks        | 3     | Opérationnel    | VVER-440/V213 | 479         | 509         | 1 485            | 1er octobre 1979      | 28 septembre 1986      | 1er décembre 1986          |                  |
| Hongrie   | Paks        | 4     | Opérationnel    | VVER-440/V213 | 479         | 509         | 1 485            | 1er octobre 1979      | 16 août 1987           | 1er novembre 1987          |                  |
| RDA       | Greifswald  | 1     | Arrêté          | VVER-440/V230 | 408         | 440         | 1 375            | 1er mars 1970         | 17 décembre 1973       | 12 juillet 1974            | 18 décembre 1990 |
| RDA       | Greifswald  | 2     | Arrêté          | VVER-440/V230 | 408         | 440         | 1 375            | 1er mars 1970         | 23 décembre 1974       | 16 avril 1975              | 14 février 1990  |
| RDA       | Greifswald  | 3     | Arrêté          | VVER-440/V230 | 408         | 440         | 1 375            | 1er avril 1972        | 24 octobre 1977        | 1er mai 1978               | 28 février 1990  |
| RDA       | Greifswald  | 4     | Arrêté          | VVER-440/V230 | 408         | 440         | 1 375            | 1er avril 1972        | 3 septembre 1979       | 1er novembre 1979          | 2 juin 1990      |
| Russie    | Kola        | 1     | Opérationnel    | VVER-440/V230 | 411         | 440         | 1 375            | 1er mai 1970          | 27 juin 1973           | 28 décembre 1973           |                  |
| Russie    | Kola        | 2     | Opérationnel    | VVER-440/V230 | 411         | 440         | 1 375            | 1er mai 1970          | 9 décembre 1974        | 21 février 1975            |                  |
| Russie    | Kola        | 3     | Opérationnel    | VVER-440/V213 | 411         | 440         | 1 375            | 1er avril 1977        | 24 mars 1981           | 3 décembre 1982            |                  |
| Russie    | Kola        | 4     | Opérationnel    | VVER-440/V213 | 411         | 440         | 1 375            | 1er avril 1977        | 11 octobre 1984        | 6 décembre 1984            |                  |
| Russie    | Novovoronej | 3     | Arrêté          | VVER-440/V179 | 385         | 417         | 1 375            | 1er juillet 1967      | 27 décembre 1971       | 29 juin 1972               | 25 décembre 2016 |
| Russie    | Novovoronej | 4     | Opérationnel    | VVER-440/V179 | 385         | 417         | 1 375            | 1er juillet 1967      | 28 décembre 1972       | 24 mars 1973               |                  |
| Slovaquie | Bohunice    | 1     | Arrêté          | VVER-440/V230 | 408         | 440         | 1 375            | 24 avril 1972         | 17 décembre 1978       | 1er avril 1980             | 31 décembre 2006 |
| Slovaquie | Bohunice    | 2     | Arrêté          | VVER-440/V230 | 408         | 440         | 1 375            | 24 avril 1972         | 26 mars 1980           | 1er janvier 1981           | 31 décembre 2008 |
| Slovaquie | Bohunice    | 3     | Opérationnel    | VVER-440/V213 | 466         | 500         | 1 471            | 1er décembre 1976     | 20 août 1984           | 14 février 1985            |                  |
| Slovaquie | Bohunice    | 4     | Opérationnel    | VVER-440/V213 | 466         | 500         | 1 471            | 1er décembre 1976     | 9 août 1985            | 18 décembre 1985           |                  |
| Slovaquie | Mochovce    | 1     | Opérationnel    | VVER-440/V213 | 467         | 500         | 1 471            | 13 octobre 1983       | 4 juillet 1998         | 29 octobre 1998            |                  |
| Slovaquie | Mochovce    | 2     | Opérationnel    | VVER-440/V213 | 467         | 500         | 1 471            | 13 octobre 1983       | 20 décembre 1999       | 11 avril 2000              |                  |
| Slovaquie | Mochovce    | 3     | Opérationnel    | VVER-440/V213 | 440         | 471         | 1 375            | 27 janvier 1987       | 31 janvier 2023        | 2025                       |                  |
| Slovaquie | Mochovce    | 4     | En construction | VVER-440/V213 | 440         | 471         | 1 375            | 27 janvier 1987       |                        |                            |                  |
| Tchéquie  | Dukovany    | 1     | Opérationnel    | VVER-440/V213 | 468         | 500         | 1 444            | 1er janvier 1979      | 24 février 1985        | 3 mai 1985                 |                  |
| Tchéquie  | Dukovany    | 2     | Opérationnel    | VVER-440/V213 | 471         | 500         | 1 444            | 1er janvier 1979      | 30 janvier 1986        | 21 mars 1986               |                  |
| Tchéquie  | Dukovany    | 3     | Opérationnel    | VVER-440/V213 | 468         | 500         | 1 444            | 1er mars 1979         | 14 novembre 1986       | 20 décembre 1986           |                  |
| Tchéquie  | Dukovany    | 4     | Opérationnel    | VVER-440/V213 | 471         | 500         | 1 444            | 1er mars 1979         | 11 juin 1987           | 19 juillet 1987            |                  |
| Ukraine   | Rivné       | 1     | Opérationnel    | VVER-440/V213 | 381         | 420         | 1 375            | 1er août 1973         | 22 décembre 1980       | 22 septembre 1981          |                  |
| Ukraine   | Rivné       | 2     | Opérationnel    | VVER-440/V213 | 376         | 415         | 1 375            | 1er octobre 1973      | 22 décembre 1981       | 22 juillet 1982            |                  |

## VVER-1000

### Caractéristiques

#### VVER-1000 de deuxième génération
Le réacteur VVER-1000 est développé par l'URSS dans les années 1970, à partir du VVER-440. L'objectif était de développer un modèle de réacteur de forte puissance (~1 000 MWe), avec un niveau de sûreté équivalent à celui des réacteurs occidentaux de l'époque.
Contrairement aux VVER-440, le VVER-1000 se construit à l'unité et possède un seul groupe turbo-alternateur (GTA) de 1 000 MWe.
Le programme de développement du VVER-1000 s’est déroulé en trois grandes étapes,:
1. la réalisation d’un prototype, le modèle V187, réacteur no 5 de la centrale Russe de Novovoronej. Ce dernier a encore un GTA constitué de deux unités jumelées de 500 MWe chacune.
2. le développement de deux modèles « pré-standard » sous les appellations V302 puis V338, dont quatre exemplaires ont été construits : les réacteurs no 1 (V302) et no 2 (V338) de la centrale d'Ukraine du Sud et les réacteurs no 1 et 2 (V338) de la centrale Russe de Kalinine. Ces modèles sont encore construits en tranche jumelée, avec des bâtiments communs aux deux réacteurs, mais possèdent chacun un seul GTA de 1 000 MWe.
3. un modèle de série, dit V320, construit à l'unité et avec un seul GTA. Ce dernier modèle est de deuxième génération dite « avancée », à l’image du réacteur N4 français ou du réacteur Konvoi allemand.

Lors de sa conception, le VVER-1000 avait une durée de vie opérationnelle prévue de 30 ans, mais les études de conception plus récentes et les modifications apportées (remplacements et améliorations d'équipements) ont permis de porter la durée de vie à plus de 50 ans. En 2024, aucun VVER-1000 n'a été arrêté et de nombreux réacteurs dépassent les 35 ans d’exploitation (voir tableau ci-après).

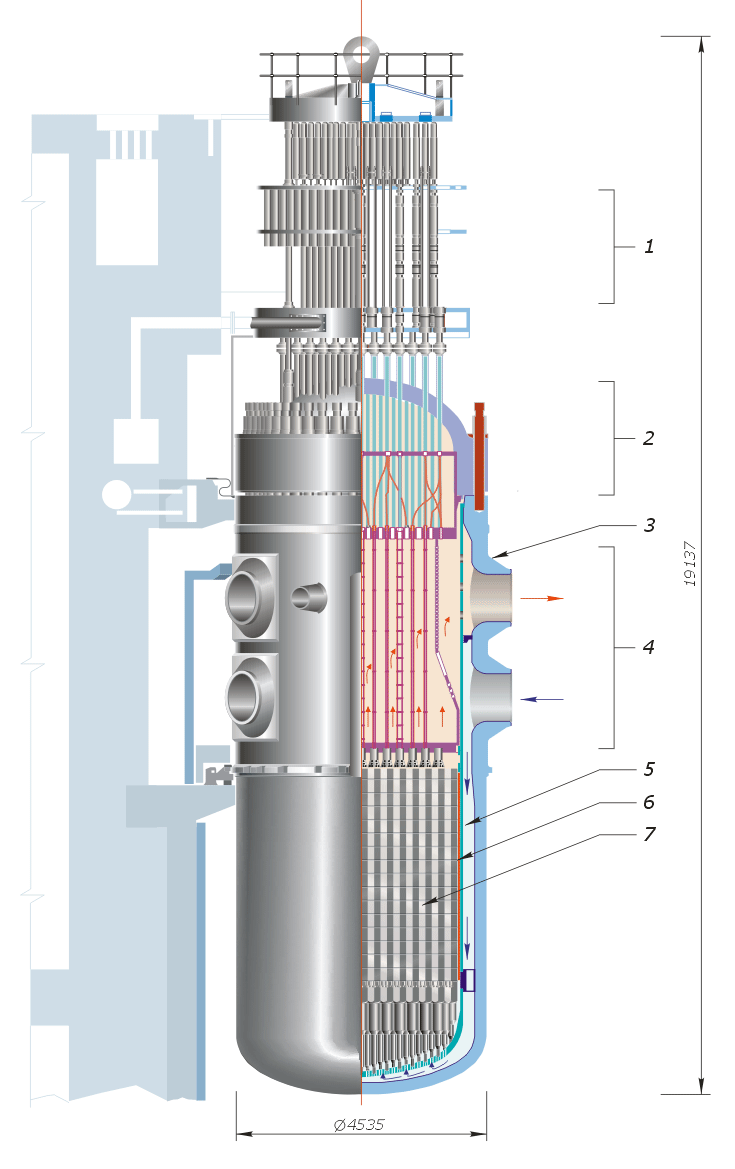
Schéma du cœur d'un VVER-1000
1 - Mécanismes de commande des barres de contrôle
2 - Couvercle de la cuve du réacteur
3 - Corps de la cuve du réacteur
4 - Tubulures d'entrée/sortie superposées
5 - Espace annulaire (lame d'eau)
6 - Internes inférieurs
7 - Élément combustible du cœur

##### Sûreté
Le VVER-1000 reprend le concept du VVER-440, en le modernisant et en améliorant sa sûreté afin de la rapprocher de celle des réacteurs occidentaux, avec par exemple :
- l'introduction autour du réacteur d'une enceinte de confinement à simple parois en béton précontraint, et dotée d'une peau d'étanchéité métallique sur sa face interne (enceinte similaire aux réacteurs français de 900 MW)[12];
- des systèmes de sauvegardes organisés en trois trains indépendants (3×100 %), chaque train étant alimenté par un générateur Diesel de secours indépendant[12];
- un système d’aspersion de l'enceinte de confinement en cas d'augmentation de pression interne (cas d'une rupture du circuit primaire), système similaire à l'EAS des réacteurs français[68],[69];
- une piscine de stockage du combustible usé à l’intérieur de l’enceinte de confinement[11].

Néanmoins, selon l'Institut de radioprotection et de sûreté nucléaire (IRSN), plusieurs points de sûreté sont en retrait par rapport aux standards occidentaux:
- un manque de protection contre les surpressions à froid,
- un manque de diversification des moyens de refroidissement des principales pompes, y compris celles de sauvegarde,
- une autonomie insuffisante de la source de refroidissement ultime en cas d’accident.

Pour correspondre aux normes de l'Union Européenne, les réacteurs VVER-1000 bulgares et tchèques ont été modernisé : changement de l'instrumentation du réacteur, installation d'ordinateurs plus performants, et réalisation de transformations constructives.

#### VVER-1000 de troisième génération
Deux modèles de VVER-1000 de troisième génération ont été développé en parallèle dans les années 1990. Leurs caractéristiques sont très proches et se basent toutes les deux sur le VVER-1000/V320 de deuxième génération,:
- le VVER-1000/V428 et V428M (aussi appelé AES-91) développé par le bureau Atomenergoproekt de Saint-Pétersbourg,
- le VVER-1000/V412 et V466 (aussi appelé AES-92) développé par le bureau Atomenergoproekt de Moscou.

Les principales améliorations concernent l'amélioration de la sûreté du réacteur. Il s'agit du premier modèle de réacteur au monde à intégrer un récupérateur de corium, matière formée la par fusion accidentelle du cœur (comme lors de la catastrophe de Tchernobyl ou de l'accident de Fukushima).

### Réacteurs VVER-1000 dans le monde
En 2025, on dénombre 44 réacteurs VVER-1000 tous modèles confondus dans le monde, dont 37 sont opérationnels et 7 sont en construction (cf tableau ci-dessous).
Le parc se compose principalement de 32 réacteurs de deuxième génération (30 opérationnels et 2 en construction):
- 1 prototype V187,
- 4 réacteurs de modèle « pré-standard » avec un V302 et trois V338,
- 25 réacteurs du modèle « de série » V320,
- et 2 réacteurs du modèle V392B dérivé du V320

Et de 12 réacteurs de troisième génération (7 opérationnels et 5 en construction):
- 4 réacteurs de modèle V428 et V428M à la centrale de Tianwan (modèle développé pour la Chine et dérivé du V392),
- 6 réacteurs de modèle V412 à la centrale de Kudankulam (modèle développé pour l'Inde et dérivé du V392),
- 1 réacteur de modèle V446 et 1 réacteur de modèle V528 à la centrale de Bouchehr (le V446 est un modèle développé pour l'Iran à partir du V392, et d'un premier réacteur inachevé par Siemens). L'appartenance du V446 à la troisième génération est contesté[7].

La construction des réacteurs no 3 et 4 de la centrale ukrainienne de Khmelnitski ont été arrêtés en 1990 alors qu'ils étaient achevés à respectivement 75% et 28%. En septembre 2008, le gouvernement ukrainien annonce vouloir terminer la construction de ces deux unités, de modèle V392B (proche des deux premiers VVER-1000/V320 de cette même centrale). Initialement envisagé en 2010 avec le Russe Atomstroyexport, le contrat de construction est dénoncé en 2015 à la suite de l'annexion de la Crimée par la Russie l'année précédente. Après l'invasion de l'Ukraine par la Russie en 2022, la complétion des deux réacteurs doit être terminée avec le constructeur américain Westinghouse,.
| Pays     | Centrale       | Unité | Statut          | Modèle          | Puissance   | Puissance   | Puissance        | Début de construction | Raccordement au réseau | Mise en service commercial |
| Pays     | Centrale       | Unité | Statut          | Modèle          | Nette [MWe] | Brute [MWe] | Thermique [MWth] | Début de construction | Raccordement au réseau | Mise en service commercial |
| -------- | -------------- | ----- | --------------- | --------------- | ----------- | ----------- | ---------------- | --------------------- | ---------------------- | -------------------------- |
| Bulgarie | Kozlodouy      | 5     | Opérationnel    | VVER-1000/V320  | 1 003       | 1 040       | 3 120            | 9 juillet 1980        | 29 novembre 1987       | 23 décembre 1988           |
| Bulgarie | Kozlodouy      | 6     | Opérationnel    | VVER-1000/V320  | 1 003       | 1 040       | 3 120            | 1er avril 1982        | 2 août 1991            | 30 décembre 1993           |
| Chine    | Tianwan        | 1     | Opérationnel    | VVER-1000/V428  | 1 000       | 1 060       | 3 000            | 20 octobre 1999       | 12 mai 2006            | 17 mai 2007                |
| Chine    | Tianwan        | 2     | Opérationnel    | VVER-1000/V428  | 1 000       | 1 060       | 3 000            | 20 septembre 2000     | 14 mai 2007            | 16 août 2007               |
| Chine    | Tianwan        | 3     | Opérationnel    | VVER-1000/V428M | 1 060       | 1 126       | 3 000            | 27 décembre 2012      | 30 décembre 2017       | 14 février 2018            |
| Chine    | Tianwan        | 4     | Opérationnel    | VVER-1000/V428M | 1 060       | 1 126       | 3 000            | 27 septembre 2013     | 27 octobre 2018        | 22 décembre 2018           |
| Inde     | Kudankulam     | 1     | Opérationnel    | VVER-1000/V412  | 932         | 1 000       | 3 000            | 31 mars 2002          | 22 octobre 2013        | 31 décembre 2014           |
| Inde     | Kudankulam     | 2     | Opérationnel    | VVER-1000/V412  | 932         | 1 000       | 3 000            | 4 juillet 2002        | 29 août 2016           | 31 mars 2017               |
| Inde     | Kudankulam     | 3     | En construction | VVER-1000/V412  | 917         | 1 000       | 3 000            | 29 juin 2017          |                        |                            |
| Inde     | Kudankulam     | 4     | En construction | VVER-1000/V412  | 917         | 1 000       | 3 000            | 23 octobre 2017       |                        |                            |
| Inde     | Kudankulam     | 5     | En construction | VVER-1000/V412  | 917         | 1 000       | 3 000            | 29 juin 2021          |                        |                            |
| Inde     | Kudankulam     | 6     | En construction | VVER-1000/V412  | 917         | 1 000       | 3 000            | 20 décembre 2021      |                        |                            |
| Iran     | Bouchehr       | 1     | Opérationnel    | VVER-1000/V446  | 915         | 1 000       | 3 000            | 1er mai 1975          | 3 septembre 2011       | 23 septembre 2013          |
| Iran     | Bouchehr       | 2     | En construction | VVER-1000/V528  | 974         | 1 057       | 3 012            | 27 septembre 2019     |                        |                            |
| Russie   | Balakovo       | 1     | Opérationnel    | VVER-1000/V320  | 950         | 1 000       | 3 000            | 1er décembre 1980     | 28 décembre 1985       | 23 mai 1986                |
| Russie   | Balakovo       | 2     | Opérationnel    | VVER-1000/V320  | 950         | 1 000       | 3 000            | 1er août 1981         | 8 octobre 1987         | 18 janvier 1988            |
| Russie   | Balakovo       | 3     | Opérationnel    | VVER-1000/V320  | 950         | 1 000       | 3 000            | 1er novembre 1982     | 25 décembre 1988       | 8 avril 1989               |
| Russie   | Balakovo       | 4     | Opérationnel    | VVER-1000/V320  | 950         | 1 000       | 3 000            | 1er avril 1984        | 11 avril 1993          | 22 décembre 1993           |
| Russie   | Kalinine       | 1     | Opérationnel    | VVER-1000/V338  | 950         | 1 000       | 3 000            | 1er février 1977      | 9 mai 1984             | 12 juin 1985               |
| Russie   | Kalinine       | 2     | Opérationnel    | VVER-1000/V338  | 950         | 1 000       | 3 000            | 1er février 1982      | 3 décembre 1986        | 3 mars 1987                |
| Russie   | Kalinine       | 3     | Opérationnel    | VVER-1000/V320  | 950         | 1 000       | 3 200            | 1er octobre 1985      | 14 décembre 2004       | 8 novembre 2005            |
| Russie   | Kalinine       | 4     | Opérationnel    | VVER-1000/V320  | 950         | 1 000       | 3 200            | 1er août 1986         | 24 novembre 2011       | 25 décembre 2012           |
| Russie   | Novovoronej    | 5     | Opérationnel    | VVER-1000/V187  | 950         | 1 000       | 3 000            | 1er mars 1974         | 31 mai 1980            | 20 février 1981            |
| Russie   | Rostov         | 1     | Opérationnel    | VVER-1000/V320  | 989         | 1 041       | 3 200            | 1er septembre 1981    | 30 mars 2001           | 25 décembre 2001           |
| Russie   | Rostov         | 2     | Opérationnel    | VVER-1000/V320  | 950         | 1 000       | 3 200            | 1er mai 1983          | 18 mars 2010           | 10 décembre 2010           |
| Russie   | Rostov         | 3     | Opérationnel    | VVER-1000/V320  | 950         | 1 000       | 3 000            | 15 septembre 2009     | 22 décembre 2014       | 17 septembre 2015          |
| Russie   | Rostov         | 4     | Opérationnel    | VVER-1000/V320  | 979         | 1 030       | 3 000            | 16 juin 2010          | 2 février 2018         | 28 septembre 2018          |
| Tchéquie | Temelín        | 1     | Opérationnel    | VVER-1000/V320  | 1 027       | 1 082       | 3 120            | 1er février 1987      | 21 décembre 2000       | 10 juin 2002               |
| Tchéquie | Temelín        | 2     | Opérationnel    | VVER-1000/V320  | 1 027       | 1 082       | 3 120            | 1er février 1987      | 29 décembre 2002       | 18 avril 2003              |
| Ukraine  | Khmelnitski    | 1     | Opérationnel    | VVER-1000/V320  | 950         | 1 000       | 3 000            | 1er novembre 1981     | 31 décembre 1987       | 13 août 1988               |
| Ukraine  | Khmelnitski    | 2     | Opérationnel    | VVER-1000/V320  | 950         | 1 000       | 3 000            | 1er février 1985      | 7 août 2004            | 15 décembre 2005           |
| Ukraine  | Khmelnitski    | 3     | En construction | VVER-1000/V392B | 1 035       | 1 089       | 3 132            | 1er mars 1986         |                        |                            |
| Ukraine  | Khmelnitski    | 4     | En construction | VVER-1000/V392B | 1 035       | 1 089       | 3 132            | 1er février 1987      |                        |                            |
| Ukraine  | Rivné          | 3     | Opérationnel    | VVER-1000/V320  | 950         | 1 000       | 3 000            | 1er février 1980      | 21 décembre 1986       | 16 mai 1987                |
| Ukraine  | Rivné          | 4     | Opérationnel    | VVER-1000/V320  | 950         | 1 000       | 3 000            | 1er août 1986         | 10 octobre 2004        | 6 avril 2006               |
| Ukraine  | Ukraine du Sud | 1     | Opérationnel    | VVER-1000/V302  | 950         | 1 000       | 3 000            | 1er août 1976         | 31 décembre 1982       | 2 décembre 1983            |
| Ukraine  | Ukraine du Sud | 2     | Opérationnel    | VVER-1000/V338  | 950         | 1 000       | 3 000            | 1er juin 1981         | 6 janvier 1985         | 6 avril 1985               |
| Ukraine  | Ukraine du Sud | 3     | Opérationnel    | VVER-1000/V320  | 950         | 1 000       | 3 000            | 1er novembre 1984     | 20 septembre 1989      | 29 décembre 1989           |
| Ukraine  | Zaporijia      | 1     | Opérationnel    | VVER-1000/V320  | 950         | 1 000       | 3 000            | 1er avril 1980        | 10 décembre 1984       | 25 décembre 1985           |
| Ukraine  | Zaporijia      | 2     | Opérationnel    | VVER-1000/V320  | 950         | 1 000       | 3 000            | 1er janvier 1981      | 22 juillet 1985        | 15 février 1986            |
| Ukraine  | Zaporijia      | 3     | Opérationnel    | VVER-1000/V320  | 950         | 1 000       | 3 000            | 1er avril 1982        | 10 décembre 1986       | 5 mars 1987                |
| Ukraine  | Zaporijia      | 4     | Opérationnel    | VVER-1000/V320  | 950         | 1 000       | 3 000            | 1er avril 1983        | 18 décembre 1987       | 14 avril 1988              |
| Ukraine  | Zaporijia      | 5     | Opérationnel    | VVER-1000/V320  | 950         | 1 000       | 3 000            | 1er novembre 1985     | 14 août 1989           | 27 octobre 1989            |
| Ukraine  | Zaporijia      | 6     | Opérationnel    | VVER-1000/V320  | 950         | 1 000       | 3 000            | 1er juin 1986         | 19 octobre 1995        | 17 septembre 1996          |

## VVER-1200

### Caractéristiques
Le réacteur VVER-1200 (ou AES-2006) appartient à la génération III+ de réacteur nucléaire. Il est une évolution du VVER-1000.
Il est conçu pour une durée de vie de conception de 60 ans avec un facteur de charge de 90 % et nécessitant environ 35 % de personnel exploitant en moins que le VVER-1000. Il est également plus puissant avec une capacité de 1 200 mégawatts et répond à toutes les exigences de sûreté internationales des centrales nucléaires de génération III+.
Chaque générateur de vapeur fait 330 tonnes pour 14 mètres de longueur et 4,5 mètres de diamètre. Le récupérateur de corium (installé sous la cuve du réacteur) mesure 11 mètres de diamètre et 15 mètres de haut pour un poids de 730 tonnes.

#### Sûreté
Les améliorations par rapport au VVER-1000 sont une enceinte de confinement à double parois : une interne en béton précontraint doublée d'un liner métallique étanche, et une externe en béton.
Chaque réacteur VVER-1200 est construit avec trois générateurs diésel de secours développant 6,3 MWe chacun. Ils doivent pouvoir démarrer en moins de 15 secondes et permettre d'assurer pendant 72 heures sans ravitaillement l'alimentation électrique du réacteur en cas de faillite de l'alimentation principale. Deux générateurs ont une fonction exclusivement de secours, tandis que le troisième peut être amené à fonctionner lors d'opérations de maintenance programmée.
Il y a deux ou quatre voies indépendantes pour les systèmes de sûreté, selon les conceptions spécifiques aux deux constructeurs.

### Réacteurs VVER-1200 dans le monde
En mars 2025, six VVER-1200 sont opérationnels et seize autres sont en construction.
Les quatre réacteurs VVER-1200/V509 en construction à la centrale d'Akkuyu en Turquie, bien que dérivés du modèle VVER-1200/V392M, ont des caractéristiques plus proches du VVER-TOI/V510,.
Lors de la construction du réacteur no 1 de la centrale nucléaire biélorusse d'Astraviets, la cuve du réacteur chute lors de son installation en aout 2016. Malgré l'absence de dommage sur la cuve, il est décidé de son remplacement, après accord entre le constructeur Atomstroyexport et le ministre de l'énergie biélorusse Mikhail Mikhadyuk. La cuve initialement prévue pour le réacteur no 2 est installée en remplacement dans le premier réacteur ; et la nouvelle cuve du réacteur no 2 est alors remplacée par celle initialement prévue pour la centrale de Kaliningrad (déjà forgée et de même modèle VVER-1200/V491), mais dont la construction est suspendue depuis avril 2014.
| Pays        | Centrale       | Unité | Statut          | Modèle          | Puissance   | Puissance   | Puissance        | Début de construction | Raccordement au réseau | Mise en service commercial |
| Pays        | Centrale       | Unité | Statut          | Modèle          | Nette [MWe] | Brute [MWe] | Thermique [MWth] | Début de construction | Raccordement au réseau | Mise en service commercial |
| ----------- | -------------- | ----- | --------------- | --------------- | ----------- | ----------- | ---------------- | --------------------- | ---------------------- | -------------------------- |
| Bangladesh  | Rooppur        | 1     | En construction | VVER-1200/V523  | 1 080       | 1 200       | 3 200            | 30 novembre 2017      |                        | 2025                       |
| Bangladesh  | Rooppur        | 2     | En construction | VVER-1200/V523  | 1 080       | 1 200       | 3 200            | 14 juillet 2018       |                        |                            |
| Bangladesh  | Rooppur        | 3     | En projet       | VVER-1200/V523  |             |             |                  |                       |                        |                            |
| Bangladesh  | Rooppur        | 4     | En projet       | VVER-1200/V523  |             |             |                  |                       |                        |                            |
| Biélorussie | Astraviets     | 1     | Opérationnel    | VVER-1200/V491  | 1 110       | 1 194       | 3 200            | 8 novembre 2013       | 3 novembre 2020        | 10 juin 2021               |
| Biélorussie | Astraviets     | 2     | Opérationnel    | VVER-1200/V491  | 1 110       | 1 194       | 3 200            | 27 avril 2014         | 13 mai 2023            | 1er novembre 2023          |
| Chine       | Tianwan        | 7     | En construction | VVER-1200/V491  | 1 171       | 1 265       | 3 200            | 19 mai 2021           |                        | 2026-2027                  |
| Chine       | Tianwan        | 8     | En construction | VVER-1200/V491  | 1 171       | 1 265       | 3 200            | 25 février 2022       |                        | 2026-2027                  |
| Chine       | Xudabao        | 3     | En construction | VVER-1200/V491  | 1 200       | 1 274       | 3 200            | 28 juillet 2021       |                        | 2027-2028                  |
| Chine       | Xudabao        | 4     | En construction | VVER-1200/V491  | 1 200       | 1 274       | 3 200            | 19 mai 2022           |                        | 2027-2028                  |
| Égypte      | El-Dabaa       | 1     | En construction | VVER-1200/V529  | 1 100       | 1 200       | 3 200            | 20 juillet 2022       |                        | avant 2031                 |
| Égypte      | El-Dabaa       | 2     | En construction | VVER-1200/V529  | 1 100       | 1 200       | 3 200            | 19 novembre 2022      |                        | avant 2031                 |
| Égypte      | El-Dabaa       | 3     | En construction | VVER-1200/V529  | 1 100       | 1 200       | 3 200            | 3 mai 2023            |                        | avant 2031                 |
| Égypte      | El-Dabaa       | 4     | En construction | VVER-1200/V529  | 1 100       | 1 200       | 3 200            | 23 janvier 2024       |                        | avant 2031                 |
| Hongrie     | Paks-II        | 2-1   | En projet       | VVER-1200/V527  |             |             |                  | 2025                  |                        | 2030                       |
| Hongrie     | Paks-II        | 2-2   | En projet       | VVER-1200/V527  |             |             |                  |                       |                        |                            |
| Russie      | Novovoronej-II | 2-1   | Opérationnel    | VVER-1200/V392M | 1 114       | 1 180       | 3 200            | 24 juin 2008          | 5 août 2016            | 27 février 2017            |
| Russie      | Novovoronej-II | 2-2   | Opérationnel    | VVER-1200/V392M | 1 114       | 1 180       | 3 200            | 12 juillet 2009       | 1er mai 2019           | 31 octobre 2019            |
| Russie      | Leningrad-II   | 2-1   | Opérationnel    | VVER-1200/V491  | 1 066       | 1 188       | 3 200            | 25 octobre 2008       | 9 mars 2018            | 29 octobre 2018            |
| Russie      | Leningrad-II   | 2-2   | Opérationnel    | VVER-1200/V491  | 1 066       | 1 188       | 3 200            | 15 avril 2010         | 22 octobre 2020        | 18 mars 2021               |
| Russie      | Leningrad-II   | 2-3   | En construction | VVER-1200/V491  | 1 150       | 1 199       | 3 200            | 14 mars 2024          |                        | 2030                       |
| Russie      | Leningrad-II   | 2-4   | En construction | VVER-1200/V491  | 1 150       | 1 199       | 3 200            | 20 mars 2025          |                        | 2032                       |
| Turquie     | Akkuyu         | 1     | En construction | VVER-1200/V509  | 1 114       | 1 200       | 3 200            | 3 avril 2018          |                        | 2025                       |
| Turquie     | Akkuyu         | 2     | En construction | VVER-1200/V509  | 1 114       | 1 200       | 3 200            | 8 avril 2020          |                        | 2025-2028                  |
| Turquie     | Akkuyu         | 3     | En construction | VVER-1200/V509  | 1 114       | 1 200       | 3 200            | 10 mars 2021          |                        | 2025-2028                  |
| Turquie     | Akkuyu         | 4     | En construction | VVER-1200/V509  | 1 114       | 1 200       | 3 200            | 21 juillet 2022       |                        | 2028                       |

## VVER-TOI
Le réacteur VVER-TOI (pour Typical Optimised, with enhanced Information), ou AES-2010, appartient à la génération dite « III+ ». Il s'agit d'une optimisation du réacteur VVER-1200/V392M,. Sa dénomination initiale était VVER-1300.
Par rapport au VVER-1200, le VVER-TOI a une puissance électrique brute légèrement augmentée à 1 300 MW, un coût de fabrication optimisé (-20 %), un planning de construction plus court (40 à 48 mois annoncés) et une amélioration des caractéristiques d’exploitation. De nombreux systèmes de refroidissement passif sont présents, afin d'assurer l’évacuation de la chaleur résiduelle du cœur du réacteur lors de situation accidentelle.
La cuve du réacteur comporte quatre soudures (contre six pour le VVER-1200) ce qui est de nature à diminuer le vieillissement de la cuve sous l'effet de l'irradiation,. Le VVER-TOI est conçu pour fonctionner durant au moins 60 ans, avec une possibilité de prolongation à 100 ans.

### Réacteurs VVER-TOI dans le monde
La construction des deux premières unités VVER-TOI de modèle V510, débute respectivement en 2018 et 2019 à la centrale nucléaire Russe de Koursk-II.
| Pays   | Centrale    | Unité | Statut          | Modèle        | Puissance   | Puissance   | Puissance        | Début de construction | Raccordement au réseau | Mise en service commercial |
| Pays   | Centrale    | Unité | Statut          | Modèle        | Nette [MWe] | Brute [MWe] | Thermique [MWth] | Début de construction | Raccordement au réseau | Mise en service commercial |
| ------ | ----------- | ----- | --------------- | ------------- | ----------- | ----------- | ---------------- | --------------------- | ---------------------- | -------------------------- |
| Russie | Koursk-II   | 2-1   | En construction | VVER-TOI/V510 | 1 200       | 1 255       | 3 300            | 28 avril 2018         |                        |                            |
| Russie | Koursk-II   | 2-2   | En construction | VVER-TOI/V510 | 1 200       | 1 255       | 3 300            | 1er mai 2019          |                        |                            |
| Russie | Koursk-II   | 2-3   | En projet       | VVER-TOI      | ~1 200      | ~1 255      | ~3 300           |                       |                        |                            |
| Russie | Koursk-II   | 2-4   | En projet       | VVER-TOI      | ~1 200      | ~1 255      | ~3 300           |                       |                        |                            |
| Russie | Smolensk-II | 2-1   | En projet       | VVER-TOI      | ~1 200      | ~1 255      | ~3 300           | mars 2027             |                        | 2032                       |
| Russie | Smolensk-II | 2-2   | En projet       | VVER-TOI      | ~1 200      | ~1 255      | ~3 300           |                       |                        | 2034                       |

## Projets de réacteurs VVER annulés
Plusieurs projets de construction de réacteurs VVER ont été annulés, avant voire pendant leur construction. Les principales raisons sont d'ordre économique ou politique : dislocation de l'URSS, impact de la catastrophe de Tchernobyl, guerre, etc.,.
Le VVER-440/V318 de la centrale cubaine de Juragua était basé sur le VVER-440/V213, amélioré d'une enceinte de confinement cylindrique simple en béton armé, un refroidissement à barbotage intégré dans l'enceinte de confinement, et un contrôle-commande de technologie occidentale. La construction débutée en 1983 est arrêtée en 1992, et le projet abandonné en 2000.
| Pays        | Centrale       | Unité | Modèle         | Puissance   | Puissance   | Puissance        | Statut                    | Date d'arrêt / notes                                                                                                 |
| Pays        | Centrale       | Unité | Modèle         | Nette [MWe] | Brute [MWe] | Thermique [MWth] | Statut                    | Date d'arrêt / notes                                                                                                 |
| ----------- | -------------- | ----- | -------------- | ----------- | ----------- | ---------------- | ------------------------- | --- |
| Biélorussie | Druzhnyy       | 1     | VVER-1000/V320 | ~ 950       | ~ 1 000     | ~ 3 000          | Construction abandonnée   | Construction démarrée en 1983 puis abandonnée en 1988. Implantation secondairement d'une centrale à gaz sur le site. |
| Biélorussie | Druzhnyy       | 2     | VVER-1000/V320 | ~ 950       | ~ 1 000     | ~ 3 000          | Construction abandonnée   | Construction démarrée en 1983 puis abandonnée en 1988. Implantation secondairement d'une centrale à gaz sur le site. |
| Bulgarie    | Béléné         | 1     | VVER-1000/V320 | 950         | 1 000       | 3 000            | Construction abandonnée   | Première construction arrêtée en 1990. Deuxième projet de deux VVER-1000/V466 annulé en 2012.                        |
| Bulgarie    | Béléné         | 2     | VVER-1000/V320 | 950         | 1 000       | 3 000            | Construction abandonnée   | Première construction arrêtée en 1990. Deuxième projet de deux VVER-1000/V466 annulé en 2012.                        |
| Cuba        | Juragua        | 1     | VVER-440/V318  | ~ 400       | ~ 440       | ~ 1 400          | Construction abandonnée   | Abandonné en 2000 |
| Cuba        | Juragua        | 2     | VVER-440/V318  | ~ 400       | ~ 440       | ~ 1 400          | Construction abandonnée   | Abandonné en 2000 |
| Finlande    | Hanhikivi      | 1     | VVER-1200/V491 | 1 110       | 1 194       | 3 200            | Annulé avant construction | Projet annulé en 2022 pour raisons économiques et politiques (invasion de l'Ukraine par la Russie)                   |
| Hongrie     | Paks           | 5     | VVER-1000/V320 | 950         | 1 000       | 3 000            | Annulé avant construction | Abandonné en 1989 |
| Hongrie     | Paks           | 6     | VVER-1000/V320 | 950         | 1 000       | 3 000            | Annulé avant construction | Abandonné en 1989 |
| Pologne     | Żarnowiec      | 1     | VVER-440/V213  | ~ 400       | ~ 440       | ~ 1 400          | Construction abandonnée   | Construction arrêtée en 1989 et abandonnée en 1990                                                                   |
| Pologne     | Żarnowiec      | 2     | VVER-440/V213  | ~ 400       | ~ 440       | ~ 1 400          | Construction abandonnée   | Construction arrêtée en 1989 et abandonnée en 1990                                                                   |
| Pologne     | Żarnowiec      | 3     | VVER-440/V213  | ~ 400       | ~ 440       | ~ 1 400          | Annulé avant construction | Construction arrêtée en 1989 et abandonnée en 1990                                                                   |
| Pologne     | Żarnowiec      | 4     | VVER-440/V213  | ~ 400       | ~ 440       | ~ 1 400          | Annulé avant construction | Construction arrêtée en 1989 et abandonnée en 1990                                                                   |
| RDA         | Greifswald     | 5,    | VVER-440/V213  | 408         | 440         | 1 375            | Terminé                   | Mis en service commercial le 1er novembre 1989, et arrêté moins de trois semaines après, le 24 novembre 1989.        |
| RDA         | Greifswald     | 6     | VVER-440/V213  | 408         | 440         | 1 375            | Terminé                   | Jamais mis en service                                                                                                |
| RDA         | Greifswald     | 7     | VVER-440/V213  | 408         | 440         | 1 375            | Construction abandonnée   | Construction arrêtée en 1989                                                                                         |
| RDA         | Greifswald     | 8     | VVER-440/V213  | 408         | 440         | 1 375            | Construction abandonnée   | Construction arrêtée en 1989                                                                                         |
| RDA         | Stendal        | 1     | VVER-1000/V320 | 950         | 1 000       | 3 000            | Construction abandonnée   | Construction arrêtée en 1991                                                                                         |
| RDA         | Stendal        | 2     | VVER-1000/V320 | 950         | 1 000       | 3 000            | Construction abandonnée   | Construction arrêtée en 1991                                                                                         |
| Russie      | Balakovo       | 5     | VVER-1000/V320 | 950         | 1 000       | 3 000            | Construction abandonnée   | Construction arrêtée en 1992                                                                                         |
| Russie      | Balakovo       | 6     | VVER-1000/V320 | 950         | 1 000       | 3 000            | Construction abandonnée   | Construction arrêtée en 1992                                                                                         |
| Russie      | Kaliningrad    | 1     | VVER-1200/V491 | 1 109       | 1 194       | 3 200            | Construction abandonnée   | Construction débutée le 22 février 2012 mais suspendue depuis avril 2014 dû à l'opposition des pays limitrophes,.    |
| Russie      | Kaliningrad    | 2     | VVER-1200/V491 | 1 109       | 1 194       | 3 200            | Construction abandonnée   | Construction débutée le 22 février 2012 mais suspendue depuis avril 2014 dû à l'opposition des pays limitrophes,.    |
| Tchéquie    | Temelín        | 3     | VVER-1000/V320 | 950         | 1 000       | 3 000            | Annulé avant construction | Abandonné en 1990 |
| Tchéquie    | Temelín        | 4     | VVER-1000/V320 | 950         | 1 000       | 3 000            | Annulé avant construction | Abandonné en 1990 |
| Ukraine     | Crimée         | 1,    | VVER-1000/V320 | 950         | 1 000       | 3 000            | Construction abandonnée   | Construction annulée en 1989, et dû à la forte sismicité régionale                                                   |
| Ukraine     | Crimée         | 2,    | VVER-1000/V320 | 950         | 1 000       | 3 000            | Construction abandonnée   | Construction annulée en 1989, et dû à la forte sismicité régionale                                                   |
| Ukraine     | Kharkiv        | 1     | VVER-1000/V320 | 950         | 1 000       | 3 000            | Annulé avant construction | Abandonné en 1989 |
| Ukraine     | Kharkiv        | 2     | VVER-1000/V320 | 950         | 1 000       | 3 000            | Annulé avant construction | Abandonné en 1989 |
| Ukraine     | Odessa         | 1     | VVER-1000/V320 | 950         | 1 000       | 3 000            | Construction abandonnée   | Pré-travaux abandonnés en 1989                                                                                       |
| Ukraine     | Odessa         | 2     | VVER-1000/V320 | 950         | 1 000       | 3 000            | Construction abandonnée   | Pré-travaux abandonnés en 1989                                                                                       |
| Ukraine     | Ukraine du Sud | 4     | VVER-1000/V320 | 950         | 1 000       | 3 000            | Construction abandonnée   | Construction annulée en 1989                                                                                         |